# 京都市動物園
京都市動物園（きょうとしどうぶつえん）は、京都府京都市左京区岡崎の岡崎公園にある動物園である。正式名称ではないが「岡崎動物園」と呼ばれることもある。周囲には平安神宮、南禅寺、ロームシアター京都、京都市京セラ美術館、京都府立図書館がある。

## 概要

### 開園
皇太子嘉仁親王（大正天皇）の結婚を記念し、1903年（明治36年）4月に「京都市紀念動物園」として開園した。東京の上野動物園に次ぐ日本で2番目に古い歴史を持つ。開園当初は、らくだ、猿、鳩、鶉（うずら）、雁、鴨、梟、馬、鹿のみの飼育されていた。いずれも宮内省からのもので、入園料は一人二銭であった。開園にあたっては、東宮御慶事奉祝会が組織され、有志でお金を集め、市費も合わせて第四回内国勧業博覧会の跡地であった岡崎公園の市有地に建設が決定し、1901年（明治34年）から工事を始める手筈であった。また、開園日は3月31日の予定であったが、準備が完了せず、動物未着とも知らされ、開園日は4月1日になった。なお、開園式は行われていない。

### 戦中
太平洋戦争中は1943年（昭和18年）4月8日に川端警察署から、警報発令中は動物園を休園とするよう命令があり、以後軍からの命令も増えていくこととなる。一部は地方の動物園に疎開したが、1944年（昭和19年）4月11日、香川県栗林公園の動物園に疎開したヒョウが脱走、園外で射殺される事件も発生した。
1944年（昭和19年）3月12日には、軍の命令で猛獣類の即時の処分が言い渡される。翌日から3月25日にかけて、14頭の猛獣類が処分されている。この猛獣類の処分は上野動物園、東山動物園、天王寺動物園等、他の動物園でも行われた。動物の死体は京都大学医学部に研究材料として引き取られている。なお、昭和19年11月23日には処分した猛獣類の慰霊祭が行われている<。1940年（昭和15年）末には飼育動物数が哺乳類49種116点、鳥類153種721点、爬虫類6種122点、両生類1種6点、計209種956点であった。しかし、終戦時は猛獣類の処分や飼料不足による栄養失調などにより、飼育動物数は72種274点となり、名ばかりの動物園と化した。

### 戦後
1946年（昭和21年）3月27日付、アメリカ軍接収部隊、第一軍団技術部から京都市動物園接収の要求があった。隣接する美術館が第58通信大隊の基地となるため、動物園はその部隊の駐車場として利用された。動物園の敷地南半分が接収、撤去工事されたが、予想外の難工事のため、当初の予定の4月30日から遅れて5月19日まで接収と撤去工事が行われた。これにより敷地面積の約5分の2が一時的に失われた。6月には第2次接収問題が起こったが、当時の第9代園長西田季雅は陳情書を提出し、辛くも接収は阻止された。その際に、接収部隊の入園者調査などで接収調査を行っている段階では、園長が京都市立錦林小学校などの学童を動員して、動物園を出てから、再びすぐ入園する再入園の工作で、入園者数を増やすなどの工作も行われたとされる。
接収で手狭になった状況を打開するため、1946年に京都市の関係部局は松ヶ崎に30万坪の動物園を建設し移転することを計画した。1948年には都市計画公園宝が池公園として京都市会に承認されたが、結局実現しなかった。

### 復興
戦後は戦中と同じく、飼料の調達に困難を極めていたが、接収したアメリカ軍の第58通信大隊の残飯を動物の飼料として提供する協定を結び、飼料を調達した。1948年（昭和23年）には児童のための音楽界や映画会などが催されるようになり、活気が出てくるようになる。動物については、1950年（昭和25年）、アメリカのオーグル動物園から動物交換で、ライオン、ピューマ、コヨーテのメス各1頭が到着する。8月16日にはタイからゾウ1頭とニシキヘビ2頭が到着。ゾウは「都」と命名された。1951年（昭和26年）4月8日には、「トム」と「メリー」と命名されるチンパンジーのオスメス2頭、5月24日には「太郎」と命名されるライオンのオスが導入され、収容動物を増やしていった。動物の増加に比例して、来園者も増加し、復興のために当時の京都市長高山義三から接収解除の嘆願が出されている。接収は1952年（昭和27年）5月1日に終了した。接収解除による返還地の整備計画策定のために、動物園の職員が上野動物園へ出張し、飼育場の配置について検討がなされた。1952年（昭和27年）から1955年（昭和30年）にわたって整備工事が行われた。

### リニューアル
京都市は2009年11月、「共汗で作る新「京都市動物園構想」」を発表、開園以来の全面リニューアルを決定した。当時の来園者数はピーク時の昭和50年代から比べて、6割程度になっているとはいえ、観光客が多く訪れる施設のため、リニューアルによる休園は行わず、ブロックごとに工事を行い、それ以外の部分は営業という方法で2015年11月にリニューアルオープンした。リニューアル後は入園料不要の「図書館カフェ」なども新設されている。
2000年代以降は研究・教育体制の拡充を図っており、2008年には京都大学との研究・教育連携協定を締結し、2013年に生き物・学び・研究センターを設立した。また、2018年には文部科学省から学術研究機関の指定を受け、科学研究費助成事業を受けることが可能になった。
また、2020年には動物福祉に関する指針を策定している。動物福祉に関する取り組みの一例として、2020年1月31日にライオン「ナイル」が25歳10ヶ月（当時国内最高齢）で死亡したのを最後に、ライオンの展示を行わないこととしている。ライオンは本来群れで暮らす動物であるが、そのためのスペースがないことを理由としている。

### 繁殖
京都市動物園では繁殖の成功例があり、哺乳類でライオン、トラ、ニシゴリラ、シロテテナガザル、ヨーロッパバイソン、鳥類でシュバシコウ、クロエリハクチョウ、ベニイロフラミンゴ、オオミズナギドリ、ムジヒメシャクケイ、爬虫類はフロリダニシキヘビ、アカアシガメがある。特に、ニシゴリラでは日本初の繁殖に成功しただけでなく、日本で唯一の3世代飼育に成功している。ライオンについては、1910年（明治43年）の人工保育成功に始まり、1940年（昭和15年）には輸出も行っている。

## 歴史

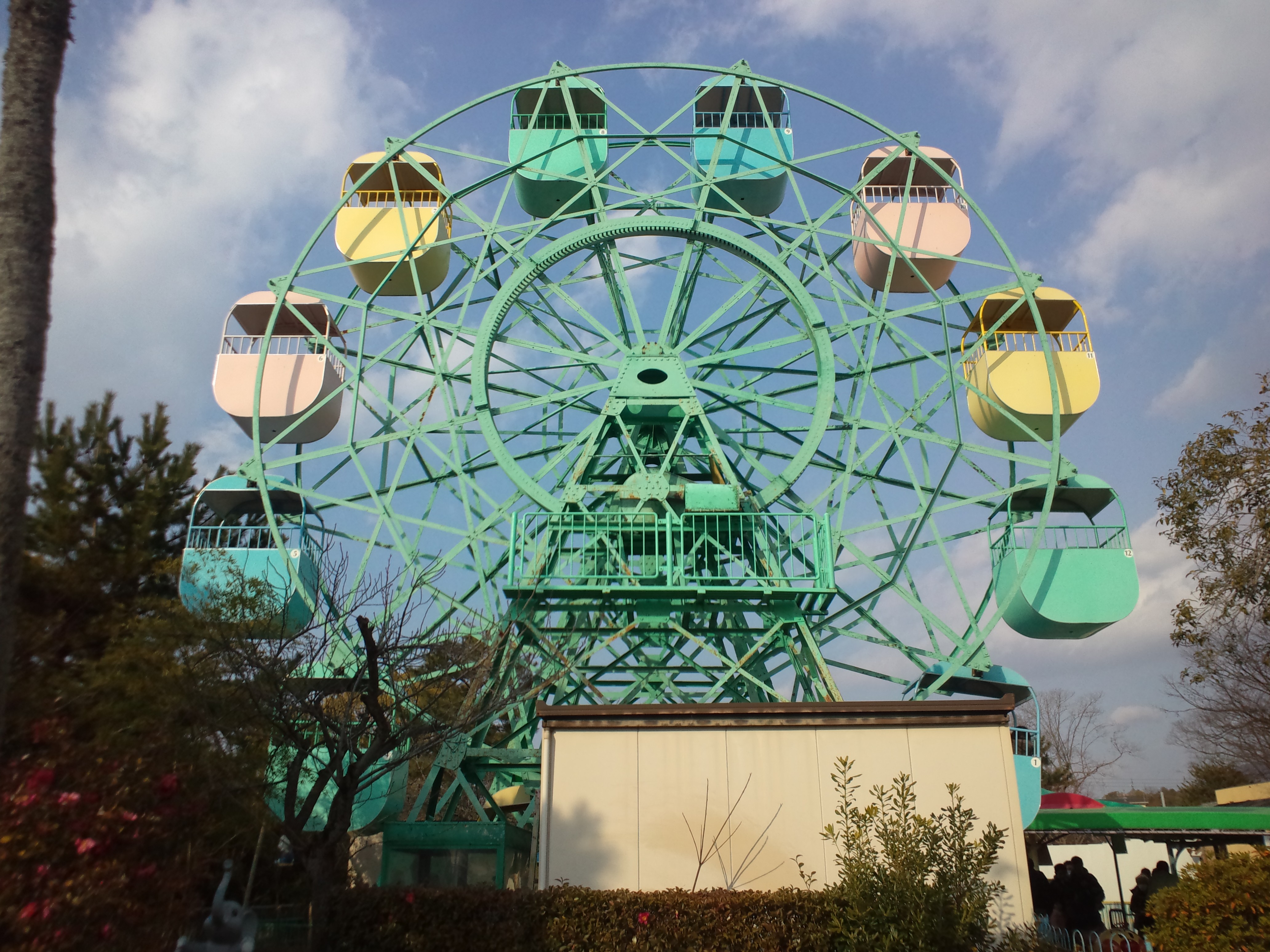
観覧車

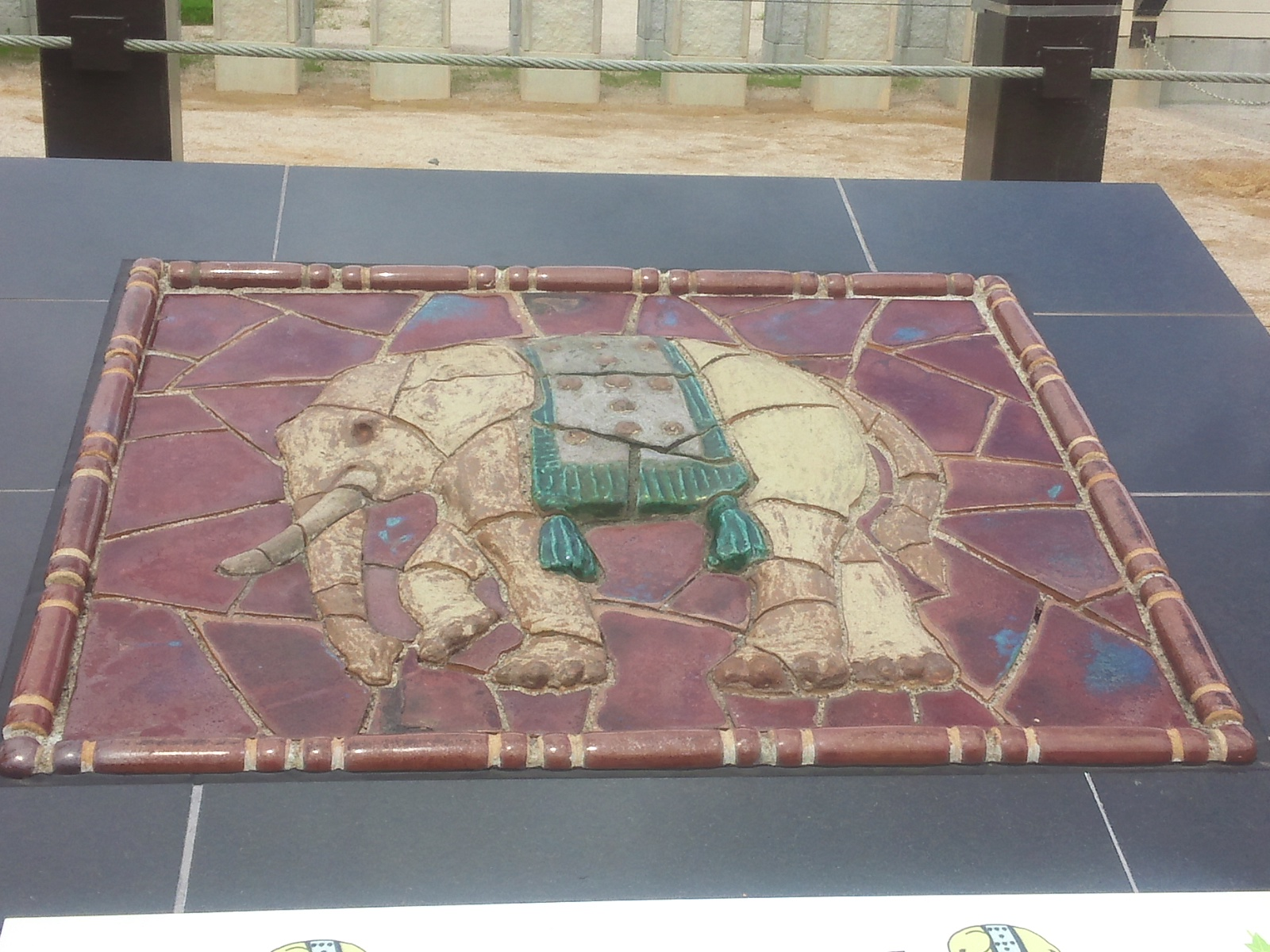
ゾウ舎のレリーフ

- 1903年（明治36年）4月1日に日本で2番目の動物園として開園[26]、収容動物61種238点
- 1910年（明治43年）日本初のライオン雄雌各2頭誕生
- 1932年（昭和7年）雄ライオンの「小桜号」が脱出したため射殺
- 1940年（昭和15年）年末時で209種965点を収容
- 1944年（昭和19年）3月 クマ、ライオン、トラ、ヒョウなど9種14頭が殺処分される（戦時猛獣処分）。ただしヒョウ1頭とハイエナ1頭のみ香川県の栗林公園動物園に引き取られる。ぼく 生きたかったよ…〜くまのおやこ ニコーとリコー〜も参照。
- 1945年（昭和20年）9月（終戦時）72種274点を収容。この時点ではゾウとキリン各1頭が生存していたが、まもなく餓死した
- 1946年（昭和21年）4月占領軍により敷地南13,200平方メートル接収
- 1952年（昭和27年）5月米軍の接収解除、復旧工事開始
- 1953年（昭和28年）4月野外演芸場開館（昭和44年2月撤去）
- 1953年（昭和28年）11月海水水族館開館（昭和43年10月撤去）
- 1953年（昭和28年）日本初のトラ雄2頭雌1頭誕生
- 1955年（昭和30年）4月「おとぎの国」開設
- 1956年（昭和31年）観覧車設置
- 1962年（昭和37年）日本初のシロテナガザル雄1頭誕生
- 1964年（昭和39年）4月「京都市紀念動物園」から「京都市動物園」に改称
- 1966年（昭和41年）日本初のシュバシコウの人工孵化に成功
- 1967年（昭和42年）日本初のクロエリハクチョウの孵化に成功
- 1970年（昭和45年）日本初のニシローランドゴリラ雄1頭誕生
- 1966年（昭和41年）日本初のベニイロフラミンゴの孵化に成功
- 1976年（昭和51年）日本初のヨーロッパバイソン雌1頭誕生、同じく日本初のフロリダニシキヘビの人工繁殖に成功
- 1981年（昭和56年）日本初のオオミズナギドリの人工孵化に成功
- 1982年（昭和57年）3月動物図書館開館
- 1984年（昭和59年）日本初のアカアシガメの人工繁殖に成功
- 1990年（平成2年）日本初のムジヒメシャクケイの孵化に成功
- 2003年（平成15年）100周年、収容動物175種721点
- 2008年（平成20年）
  - 4月 - 京都大学との間で野生動物保全に関する教育及び研究につき、連携協定を締結[27]
  - 6月 - 飼育係がアムールトラに襲われて死亡[28]、当日と翌日は臨時休園
- 2014年（平成26年）
  - 3月 - 国内最高齢のジャガー「グランデ」死亡（25歳、周南市徳山動物園生まれ、1994年来園）[29]
- 2015年（平成27年）数年来の施設整備が完了し「グランドオープン」として各種イベント等が行われる
- 2020年（令和2年）
  - 1月 - ライオン「ナイル」死亡（25歳10カ月、1997年7月にアドベンチャーワールドから来園、国内飼育期間最長記録22年6カ月）[30]
  - 9月 - ツシマヤマネコ「ミヤコ」死亡（18歳4カ月、2002年に福岡市動物園で出生し2012年に来園）[31]
- 2021年（令和3年）
  - 9月 - アカゲザル「イソコ」死亡（ギネス世界記録上の世界最高齢のアカゲザル、43歳4カ月）
- 2023年（令和5年）120周年
- 2024年（令和6年）
  - 4月 - 国内最高齢のアムールトラ「アオイ」死亡（19歳、2005年に日本平動物園から来園）[32]

## 施設と飼育動物
2023年現在

### もうじゅうワールド
リニューアル計画の一環として建設。2012年4月完成。
オオヤマネコ舎は空中通路、ジャガー舎・ツシマヤマネコ舎は見上げることのできる（オーバーハング）檻がある。オオヤマネコのロキが運ばれてきた際に使用された箱も展示。
- ツシマヤマネコ（「キイチ」）
- オオヤマネコ（「ロキ」「ハヅキ」）

### おとぎの国
動物に直接さわることができる施設。飲食禁止で禁煙。2011年春にリニューアル。
- さわれる動物
  - ヒツジ（「チョコ」）
  - ヤギ（「錦」「美冬」「光」「琳」「吉野」「柳」「蛍夏」）

- 展示動物
  - カイウサギ
  - テンジクネズミ
  - ミニブタ（「ナッキー」）
  - ロバ（「ハル」）
  - アヒル
  - キバタン（「オキバ」）
  - オオバタン（「オージロー」）
  - フンボルトペンギン
  - クサガメ
  - ニホンイシガメ
  - レッサーパンダ（「ウーロン」「ミーミー」）

### アフリカの草原

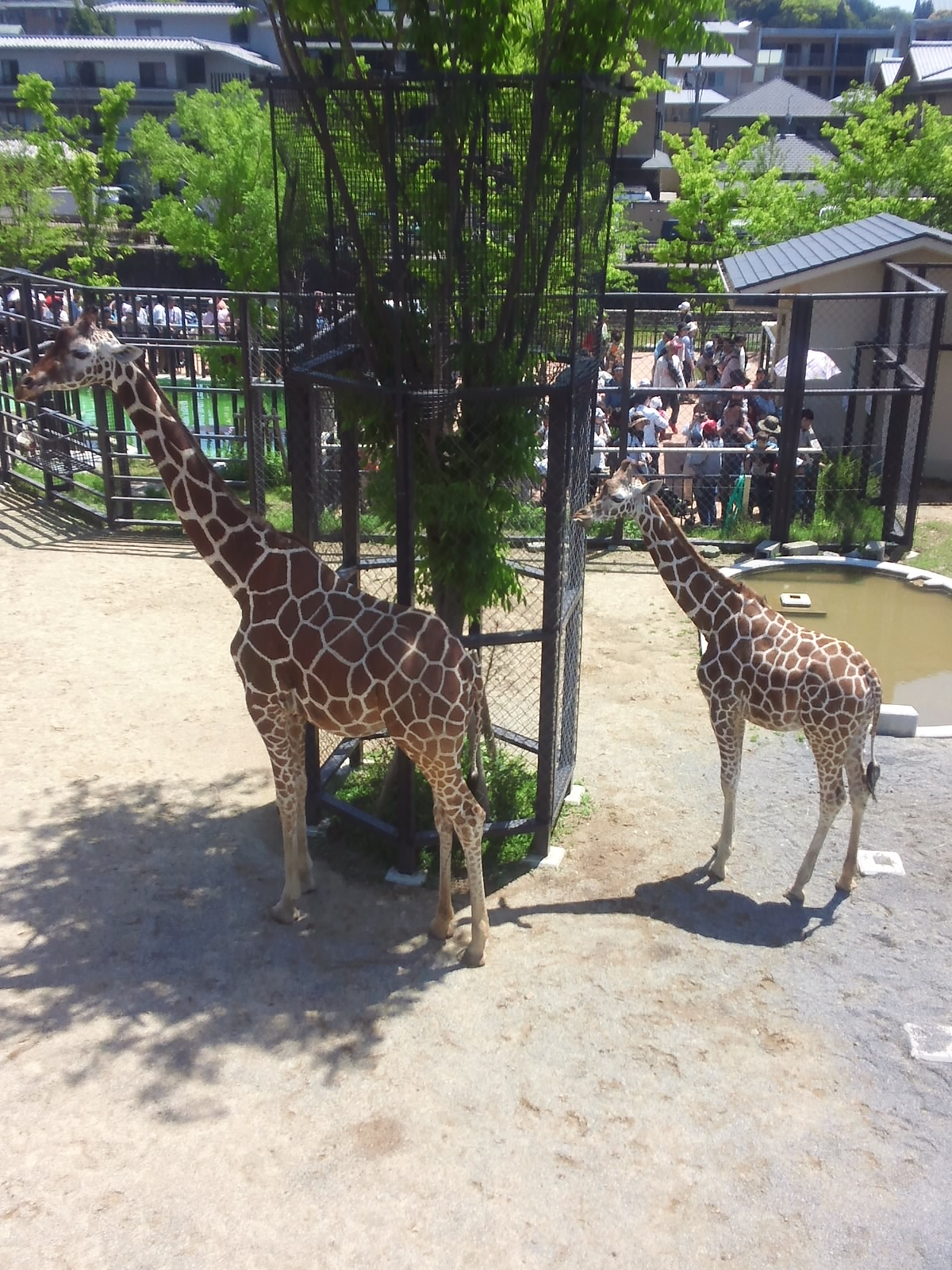
キリン

リニューアル計画の一環として建設。2013年4月完成。
グラウンドでキリン、グレビーシマウマを混合展示。木の遊歩道からキリンが餌を食べる様子を間近に見ることができる。
- カバ（「ツグミ」）
- キリン（「ミライ」「メイ」「イブキ」「ミクニ」「ユラ」「カブト」）
- グレビーシマウマ（「ミンディー」「ナナト」「ミナト」）
- ミーアキャット
- コフラミンゴ
- チリーフラミンゴ
- ベニイロフラミンゴ
- ホオアカトキ
- ホロホロチョウ
- ヨーロッパフラミンゴ

### ひかり・みず・みどりの熱帯動物館

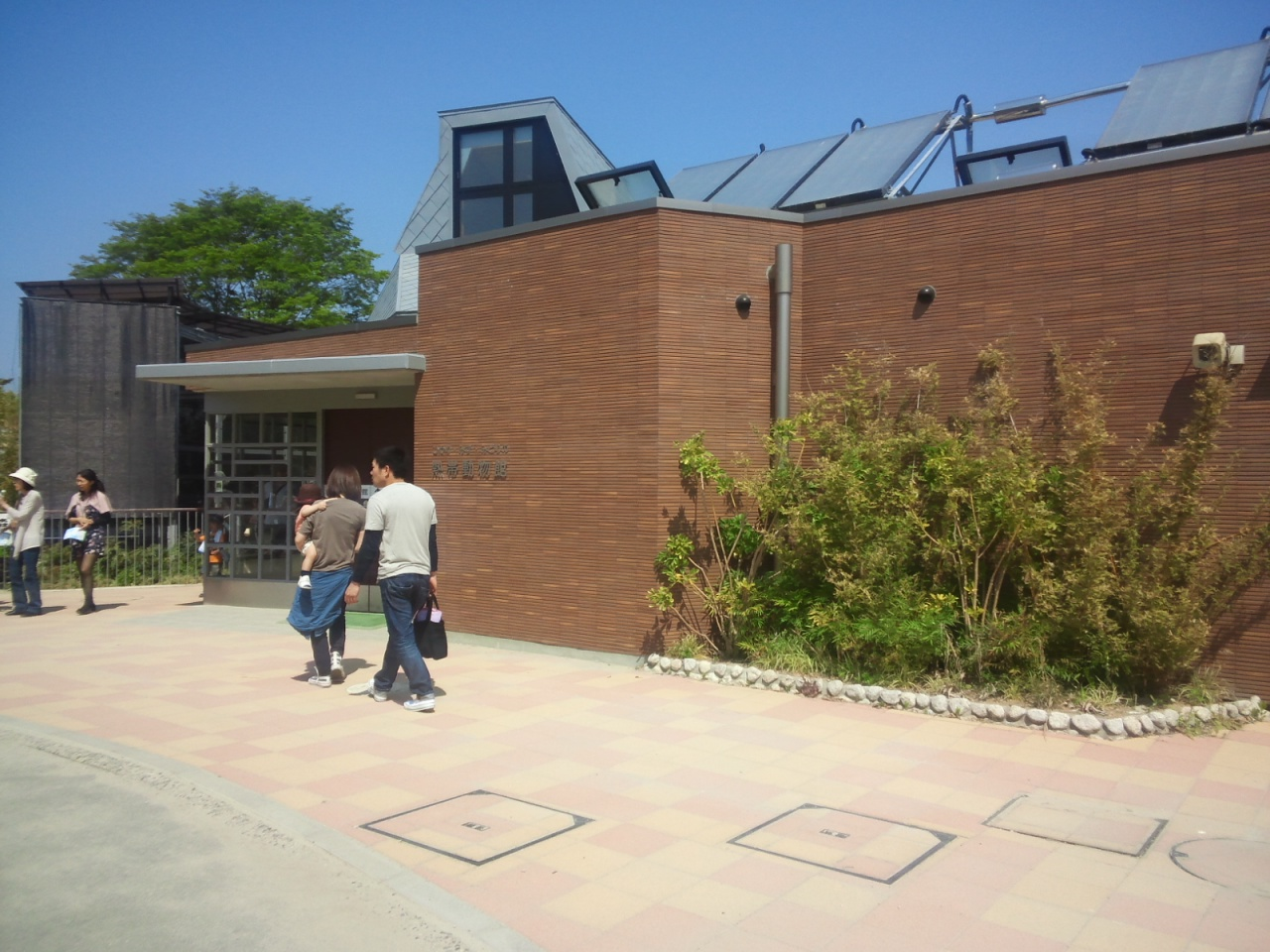
熱帯動物館

リニューアル計画の一環として建設。2013年4月完成。
- 室外展示
  - インドオオコウモリ
  - ヒワコンゴウインコ
- 室内展示
  - ショウガラゴ
  - フタユビナマケモノ（「パチパチ」）
  - レッサースローロリス（「ノイ」「ナミ」）
  - アカアシガメ
  - インドホシガメ
  - エロンガータリクガメ
  - クロコブチズガメ
  - グリーンイグアナ
  - ケヅメリクガメ
  - シナロアミルクヘビ
  - セマルハコガメ
  - ニシアフリカコガタワニ
  - ニシキマゲクビガメ
  - ニシニシキガメ
  - ニューギニアナガクビガメ
  - パンケーキリクガメ
  - ヒョウモントカゲモドキ
  - ヒラセガメ
  - ホウシャガメ
  - ボールニシキヘビ
  - ミドリニシキヘビ
  - モエギハコガメ

### サルワールド

#### ゴリラのおうち〜樹林のすみか〜
リニューアル計画の一環として建設。2014年4月完成。
- ニシゴリラ（「モモタロウ」「ゲンキ」「ゲンタロウ」「キンタロウ」）

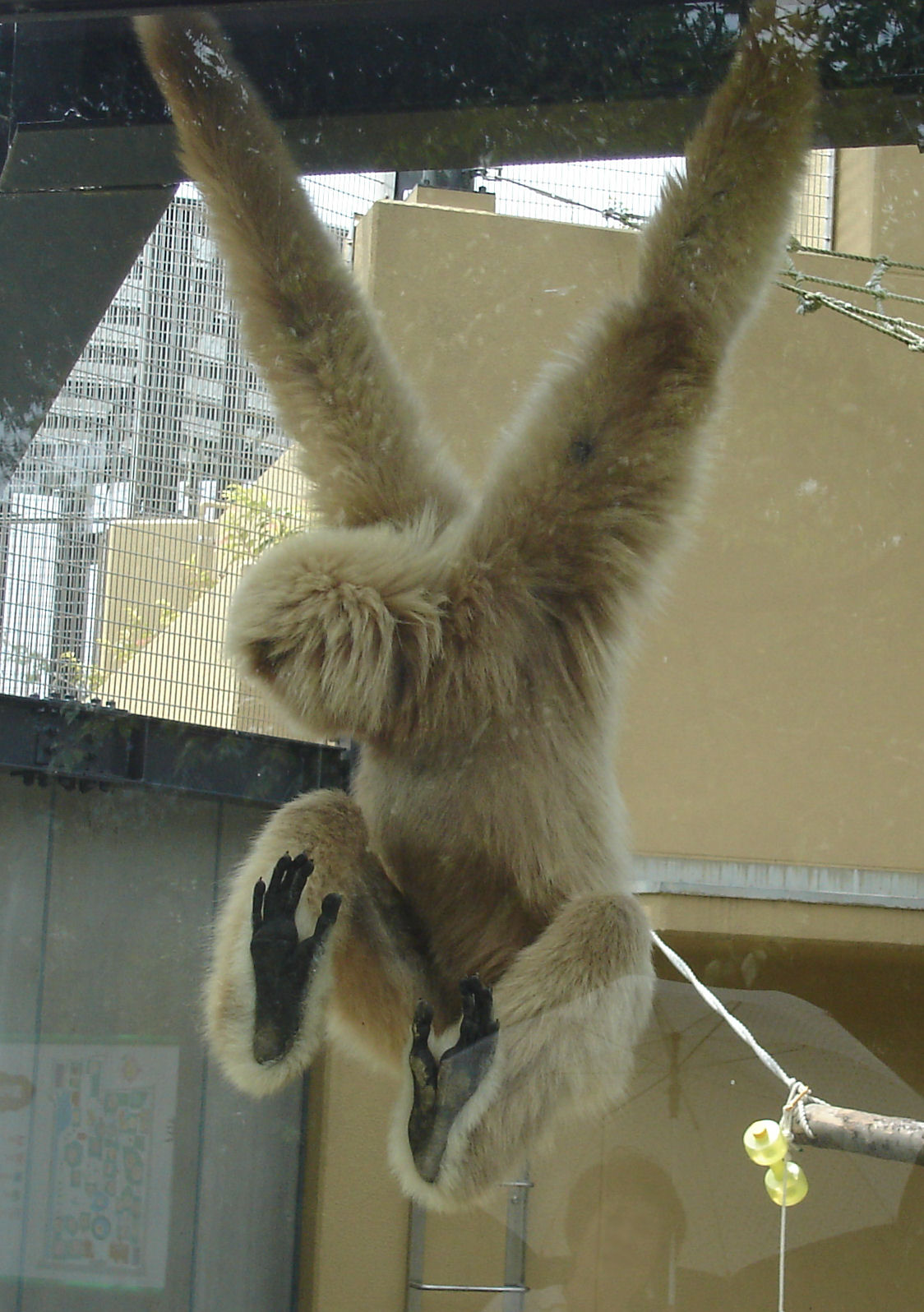
シロテテナガザル

#### サル舎
- シロテテナガザル（「シロマティー」）
- フサオマキザル

- マンドリル（「ベンケイ」「オネ」「ディアマンテ」「イズミ」）
- ワオキツネザル（「キンカン」「ツクシ」「サンゴ」）

#### 類人猿舎
バリアフリー化された老猿ホームでアカゲザルも展示。
- チンパンジー（「コイコ」「タカシ」「ジェームス」「ローラ」「ニイニ」「ロジャー」）

- アカゲザルの老猿ホーム

### ゾウの森
リニューアル計画の一環として建設。2015年7月完成。
- アジアゾウ（「美都」「冬美トンクン」「春美カムパート」「夏美ブンニュン」「秋都トンカム」）
- ケープハイラックス（「ニッパ」「ポテチ」「ギンジ」「サンゴ」「ミロ」）
- ブラジルバク（「カルロス」「ミノリ」）

### 東エントランスからゾウの森の間
- インドクジャク
- エミュー（「ゴウ」）
- シロエリオオヅル（「ミチコ」）
- タンチョウ（「ダイナ」「モール」）
- アナホリフクロウ（「アニー」）
- シロフクロウ（「イワン・トー」）
- ススガオメンフクロウ（「ススコ」）
- メガネフクロウ（「シュウタ」）
- ワシミミズク（「ワッシー」）

### ヤブイヌ
- ヤブイヌ（「デンマル」、「ノリマル」）

### 京都の森

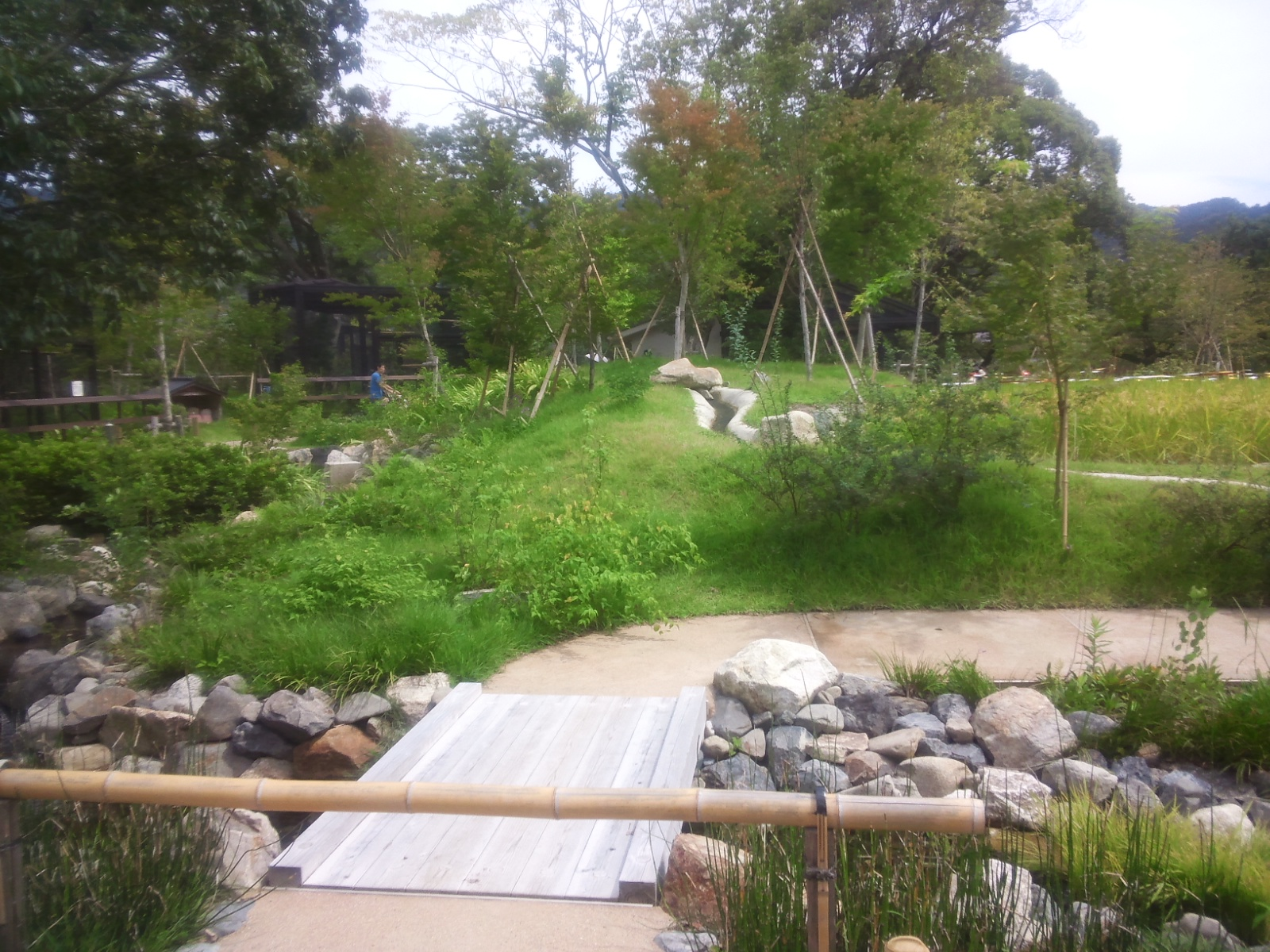
京都の森

リニューアル計画の一環として建設。2015年9月完成。
回遊式の森に、京都の身近な動物・鳥などを展示。
野生動物救護センターで保護され、野生に帰れなかった哺乳類や鳥類も展示されている。

#### 展示室
- オオサンショウウオ
- シマヘビ
- アカハライモリ
- ニホンヒキガエル
- イチモンジタナゴ

#### 野鳥舎
- ウズラ
- イソヒヨドリ
- トラツグミ（「ナーノ」「カーナ」）

#### 水禽舎
- オシドリ
- カルガモ
- キンクロハジロ
- ヒドリガモ
- マガモ
- ユリカモメ
- ヨシガモ

#### 西鳥類舎
- アオバト
- ニホンキジ（「ベニ」「トウリョウ」）
- ホンドフクロウ（「ウル」「アカアト」「フックン」）

#### 小獣舎
- ニホンアナグマ（「イタ」）
- ホンドギツネ（「キョウ」）
- ホンドタヌキ（「ミライ」）

#### リス舎
- ニホンリス（「イロハ」「モミジ」）

#### ハヤブサ舎
- ハヤブサ（「ナリヒラ」「コマチ」）

#### チョウゲンボウ舎
- チョウゲンボウ（「道真」）

#### シカ・カモシカ舎
- ホンシュウジカ（「チョイ」「マチ」）

#### 東鳥類舎
- オオコノハズク（「シルビー」）

#### クマ舎
- ニホンツキノワグマ（「ホノカ」）

#### 棚田
- 棚田で米を栽培
- ゲンジボタル

#### 小川
- 京都の森の奥から噴水池まで流れる小川

### 他の施設
- 動物病院

- 調理室

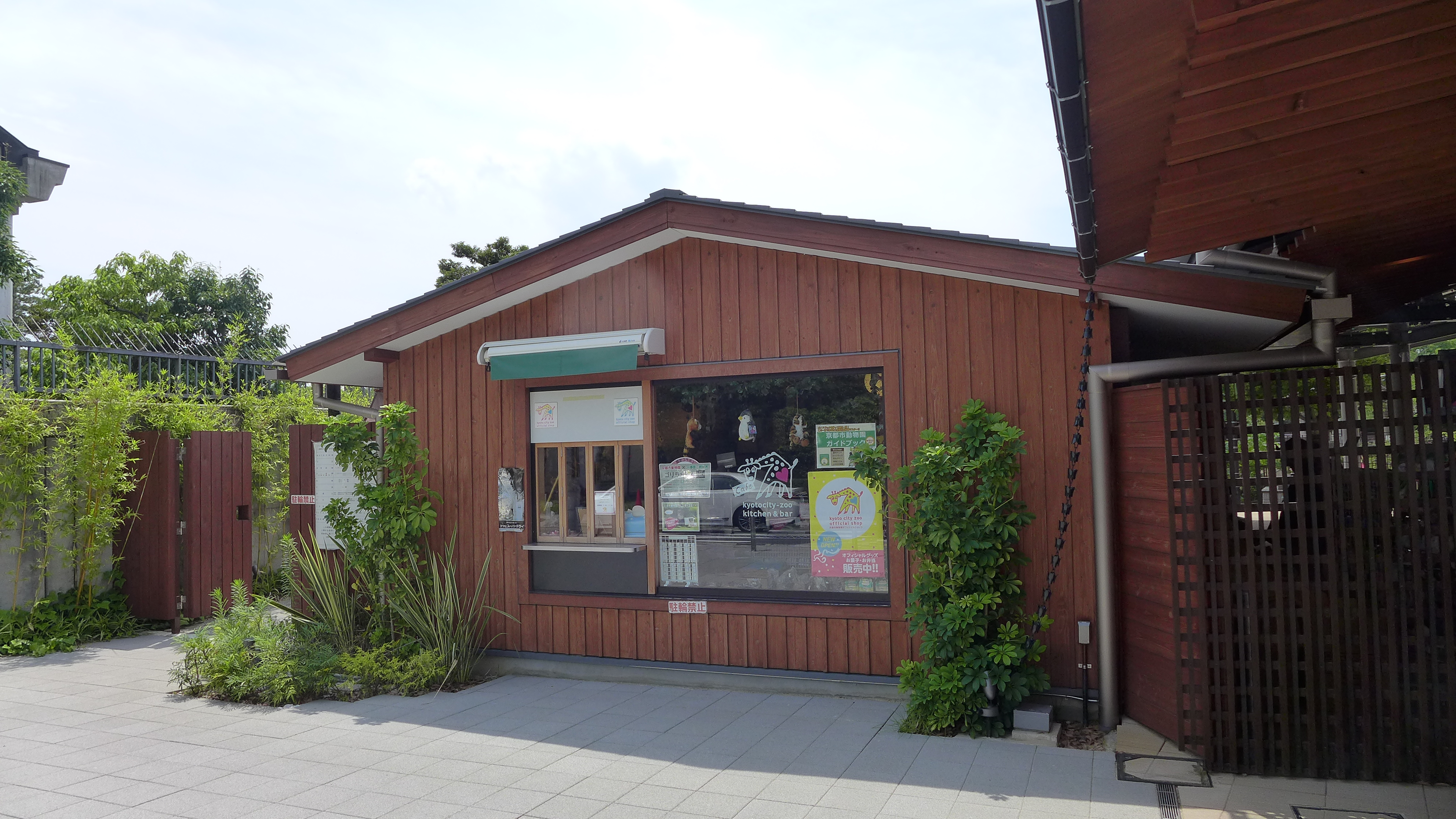
東出入口そばの公式ショップ「ミライハウス」。グッズやガイドブック、食べ物を販売。

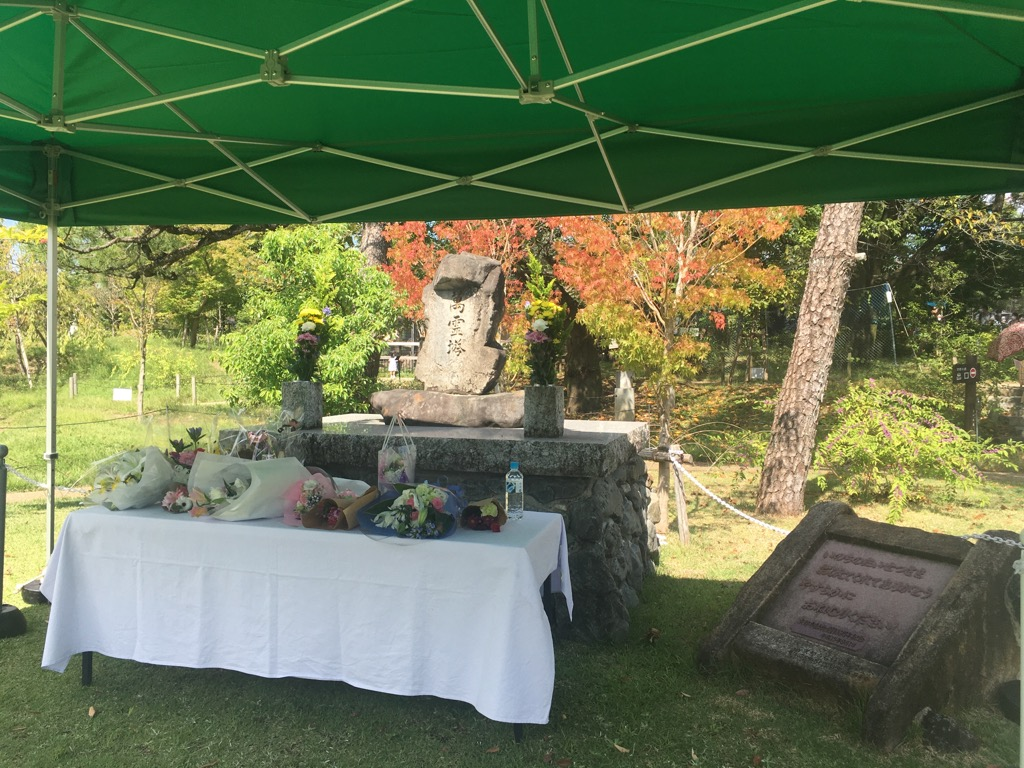
萬霊塔 献花台

- 野生鳥獣救護センター - 京都府委託事業として野生動物の治療をしている[38]。
- 公式ショップ -ゴリランド（正面出入口）及びミライハウス（東出入口）[33]
- 図書館カフェ - 動物関係の約7,000冊の蔵書がある。館外貸出しはしていない。利用に動物園への入園は必要ない。カフェで購入した飲み物を楽しみながら、本の閲覧が可能[39]。
- レストラン ‐ 旬菜食健 ひな野[33]
- 展示室 - キバタンの標本などがある。キバタンは2003年現在で日本最長記録の54年の飼育記録があった。
- 噴水池
- 遊戯施設 - 観覧車・汽車・回転ボートが設置されている。いずれも1回200円となっている。
- 萬霊塔

#### 野生鳥獣救護センター
京都市動物園の二条通り側にある施設。平成元年（1989年）に開所。昭和50年から京都府と連携して野生動物、主に鳥類と哺乳類の治療を行っている。治療後は職員が適切な場所で放している。救護センターでは受付を行っていない動物もおり、平成25年（2013年）からは有害鳥獣が救護動物の対象から外れたため、460件以上あった救護件数が、近年は100件未満となっている。

#### 図書館カフェ
京都市動物園正面エントランスの北側にある施設。平成27年（2015年）7月11日に、動物園内施設の大規模リニューアルの際にオープンした。絵本や動物関係の専門書など約7,000冊の蔵書がある。カフェで購入したコーヒーなどを片手に本を読むことができる。図書館の選書にあたっては、ブックディレクターの幅允孝氏が行った。イベントでは、動物園のベテラン職員や専門家をゲストにして、参加者とゲストが気軽に話す「夜の図書館カフェ　DE　トーク」が開催されている。
図書館カフェの前身として、動物図書館が設置されていた。昭和57年3月31日に新設され、5月2日に開館している。2階建てで1階部分は閲覧室、展示室、書庫、視聴室、事務室、2階部分は園長室、事務室となっていた。貸出業務は行っておらず、蔵書は約3,600冊であった。活動としては、開館記念の際に、昭和57年5月19日から6月6日まで、上野動物園で死亡したジャイアントパンダのメス，ランランの剥製展が行われている。昭和57年9月26日からは日曜日や祝祭日に動物映画会を実施して好評を博した。1日に3回の映写、2か月の間で4042名もの参加があった。

#### 海水水族館
昭和28年当時の高山義三京都市長の至上命令で建設が行われた水族館。水族館の計画発表から完成まで半年ほどの超スピードで開館した。明石から海水魚40種298点、滋賀県守山から淡水魚19種374点を購入、海水は兵庫県水族生態研究所水族館より厚意で貰っており、昭和25年11月8日に開館式が行われている。貯水槽からモーターで水を汲み上げ海水を循環させる循環型の水族館であった。海水魚は新和歌浦、雑ケ先から購入、補充し続けたが、突貫工事のため暖房設備がなく、冬期に海水魚が死滅するなど維持経費がかさみ、昭和43年10月には撤去されている。なお、跡地はヨーロッパバイソンの飼育場となった。

#### 遊具
- 観覧車 - 4人乗り、1周約2分50秒。全高12m、直径10m、ゴンドラ12台。1956年（昭和31年）に設置された本州最古、全国では2番目に古い現役の観覧車。京都市指定有形文化財（建造物・令和5年3月31日指定）[49][50]。管理は日本科学遊園。法勝寺八角九重塔の跡地[51]。

## 交通アクセス
- 正門エントランス
  - 神宮丸太町駅（京阪電車）東へ徒歩約15分
  - 東山駅（京都市営地下鉄東西線）1番出口より、北へ徒歩約10分
  - 京都市営バス
    - 「東山仁王門・岡崎公園口」バス停下車、約10分
    - 「岡崎公園 美術館・平安神宮前」バス停下車、約3分
    - 「岡崎公園 動物園前」バス停下車、約1分
- 東エントランス
  - 蹴上駅（京都市営地下鉄東西線）階段：1番出口、エレベーター：2番出口より、徒歩約5分

## 営業

### 営業時間
- 3月から11月 AM9:00 - PM5:00

- 12月から2月 AM9:00 - PM4:30

入園時間は閉園の30分前まで

### 休園日
- 毎週月曜日、年末年始（12月28日から1月1日）

ただし、休園日が祝日の場合は翌平日が休園日。